# Hyla versicolor
Nhái cây xám hay ếch cây xám miền đông (Hyla versicolor) là một loài ếch trong họ Nhái bén. Nó là loài bản địa phần lớn đông Hoa Kỳ và đông nam Canada.. Loài nhái này sinh sống ở phần lớn nửa phía đông Hoa Kỳ, phía tây tận trung Texas. Chúng cũng phân bố ở các tỉnh của Canada Quebec, Ontario, và Manitoba, với quần thể cô lập ở New Brunswick.
Nó có thể sống sót ở nhiệt độ thấp đến –8 °C.

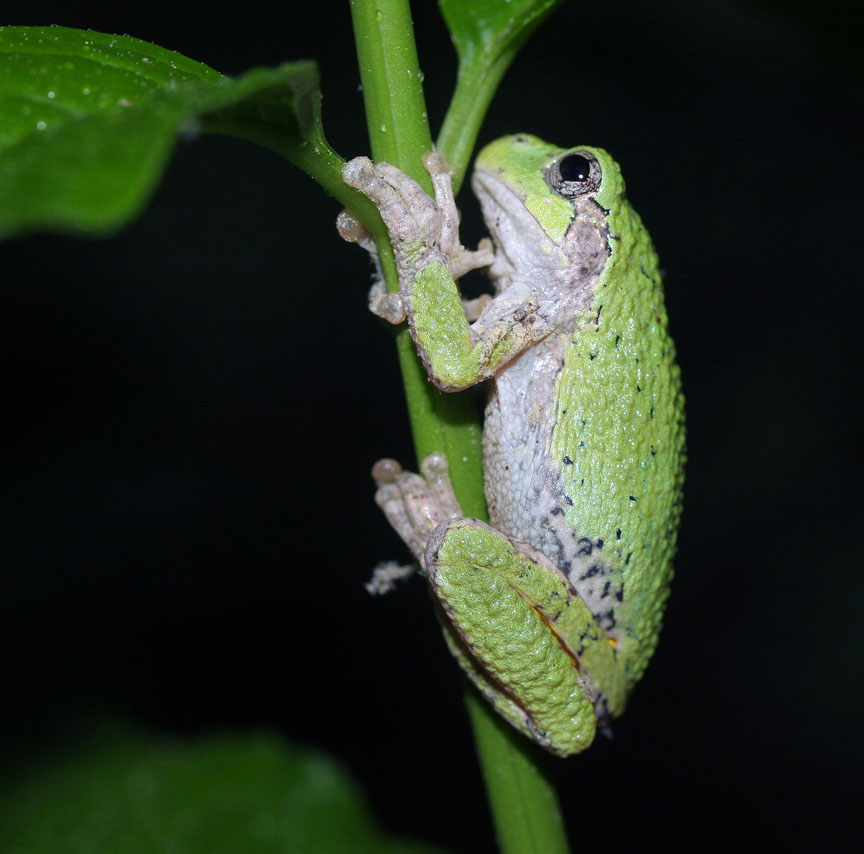
Hyla versicolor

## Giao phối

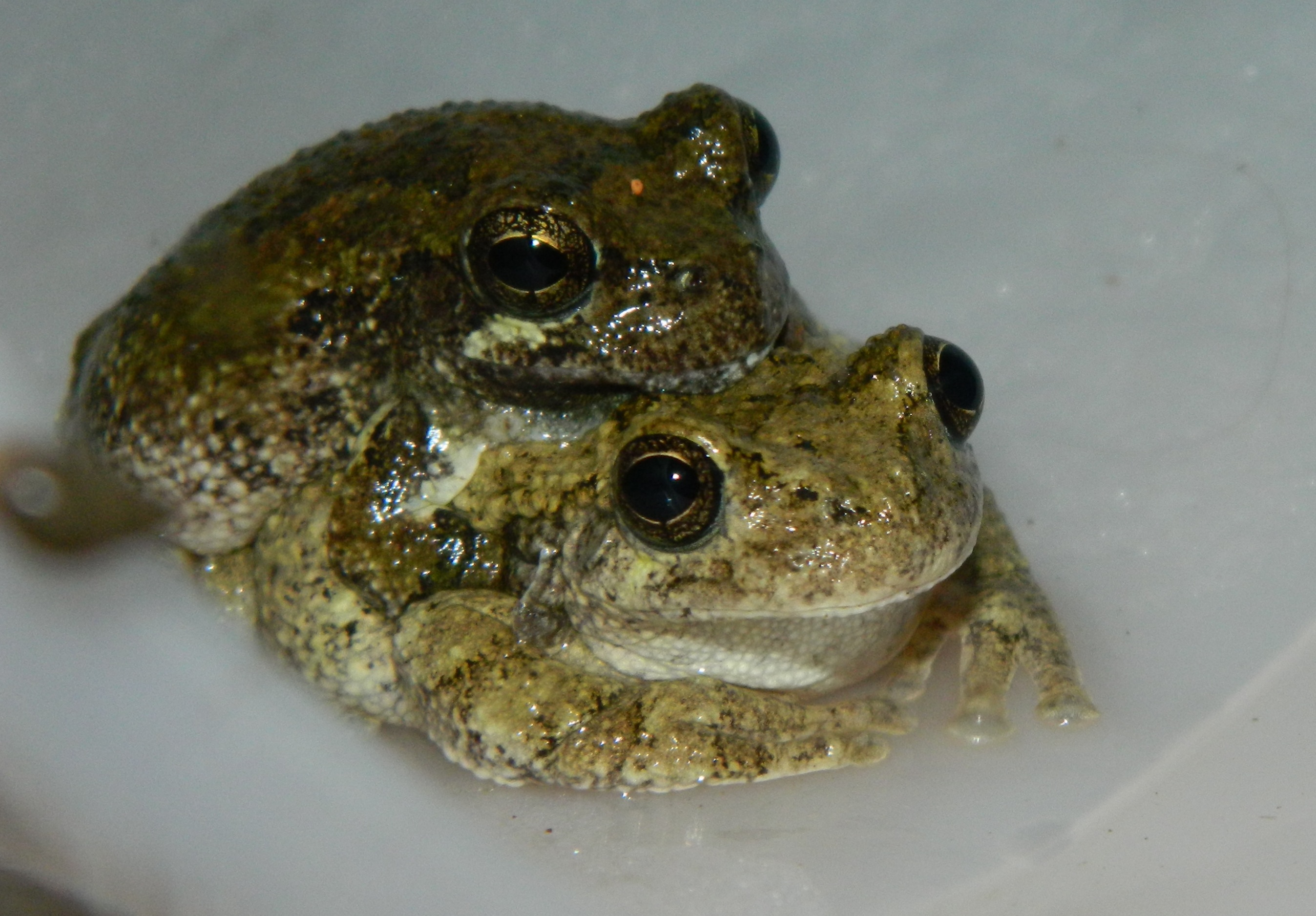
H. chrysoscelis in amplexus

Việc giao phối và hòa ca thường diễn ra về đêm. Những con ếch gọi vào ban ngày để đáp lại với sấm sét hoặc tiếng ồn lớn khác. Những cuộc hòa cá có thể được tìm thấy vào những cơn mưa mùa xuân.

## Phân bố
Hyla versicolor sống trong một phạm vi rộng, và có thể được tìm thấy ở nửa phía đông của Hoa Kỳ, cũng như xa phía tây là trung tâm Texas. Chúng cũng di thực vào Canada tại Québec, Ontario và Manitoba, với một số bị cô lập ở New Brunswick. 

## Môi trường sống
Hyla versicolor phổ biến trong các khu rừng, vì nó sống trên cây. Tiếng kêu của nó thường được nghe thấy trong các khu dân cư nông thôn của bờ biển phía Đông và vùng Trung Tây.